# Anse-des-Cormier
L’Anse-des-Cormier (Cormier's Cove en anglais) est un quartier du village de Memramcook, au Nouveau-Brunswick. Constitué en tant que DSL en 1966, il a été fusionné à d'autres municipalités en 1995 pour former le nouveau village de Memramcook.

## Géographie

Carte de Memramcook.

L’Anse-des-Cormier est situé juste au sud du chef-lieu du village, Saint-Joseph. C’est un quartier rural situé sur la rive droite de la rivière Memramcook, au pied des Grandes Buttes.

## Chronologie municipale

Évolution territoriale de la paroisse de Dorchester à partir de 1966.

Début du XVIIIe siècle : Fondation de l’Anse-des-Cormier, faisant partie de la seigneurie de Beaubassin, en Acadie, en Nouvelle-France.
1768 : Annexion de l’Anse-des-Cormier au comté de Cumberland, dans la province de Nouvelle-Écosse, dans l’Amérique du Nord britannique.
1784 : Création de la province du Nouveau-Brunswick à partir du comté de Sunbury et d'une portion du comté de Cumberland. L’Anse-des-Cormier fait maintenant partie du comté de Westmorland. 
1787 : Création de la paroisse de Dorchester, dont l’Anse-des-Cormier fait maintenant partie, à partir de territoires non incorporés du comté.
1827 : La paroisse de Shédiac est formée à partir de portions des paroisses de Dorchester, de Sackville et de Westmorland.
1966 : Abolition des gouvernements de comté et création du district de services locaux (DSL) de la paroisse de Dorchester, des DSL et des villages de Saint-Joseph et Dorchester.
8 mai 1995 : Changement du nom du village de Saint-Joseph en Memramcook, annexion des DSL de Breau Creek, Cormier’s Cove, La Hêtrière-McGinley Corner, Memramcook, Memramcook East, Pré-d’en-Haut et Shediac Road,,.